# Hamvas fácán
A hamvas fácán vagy sziámi fácán (Lophura diardi) a madarak osztályának tyúkalakúak (Galliformes) rendjébe és a fácánfélék (Phasianidae) családjába tartozó faj.
Tudományos nevét Pierre-Médard Diard francia természettudósról kapta.
Thaiföld nemzeti madara.

## Előfordulása
Kambodzsa, Laosz, Thaiföld, és Vietnám területén honos.

## Megjelenése
A testhossza 80 centiméter.
|  |

## Szaporodása

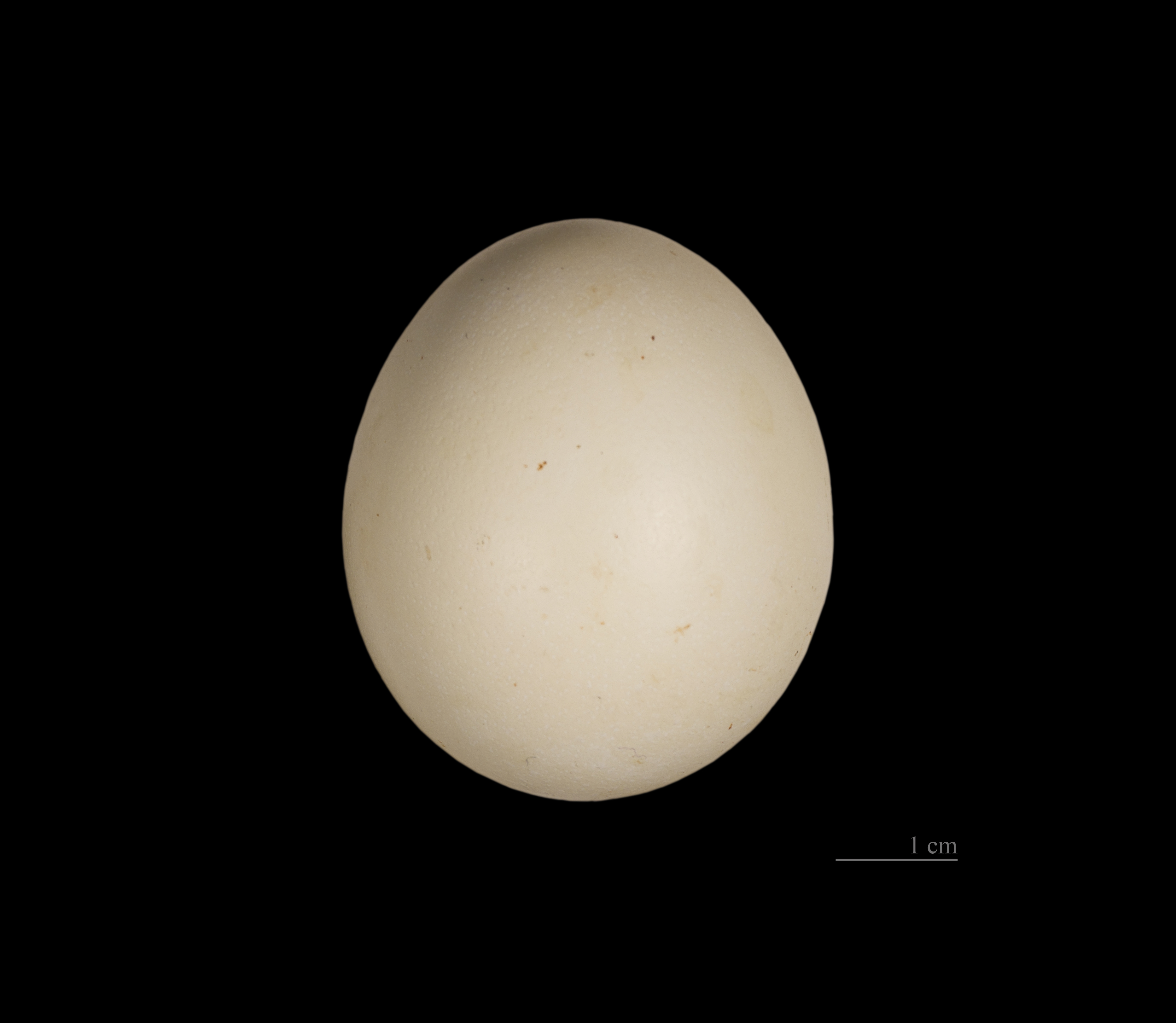
Lophura diardi

Fészekalja 5-8 tojásból áll, melyen 24-25 napig kotlik.